# Saint-Julien-du-Puy
Saint-Julien-du-Puy település Franciaországban, Tarn megyében. Lakosainak száma 446 fő (2022. január 1.). Saint-Julien-du-Puy Brousse, Graulhet, Lautrec, Montdragon és Saint-Genest-de-Contest községekkel határos.

## Népesség
A település népessége az elmúlt években az alábbi módon változott:
| Lakosok száma | 425  | 434  | 450  | 431  | 436  | 439  | 443  | 445  | 446  |
|               | 2013 | 2015 | 2016 | 2017 | 2018 | 2019 | 2020 | 2021 | 2022 |